# Koubia
Koubia – miasto w Gwinei; 9800 mieszkańców (2006). Przemysł spożywczy, włókienniczy.